# エレイン・ストリッチ
エレイン・ストリッチ（Elaine Stritch、1925年2月2日 - 2014年7月17日）は、アメリカ合衆国の女優、歌手である。

## 来歴
1925年、ミシガン州デトロイトに生まれる。アイルランド系の父親ジョージ・ジョゼフ・ストリッチは、航空宇宙製造会社グッドリッチの重役だった。1944年あたりから舞台でキャリアをスタートさせ、1946年には『LOCO』という演目の舞台でブロードウェイデビュー。その後も、ブロードウェイでキャリアを重ね、ミュージカルからコメディ演劇まで様々な作品に出演した。1948年には『The Growing Paynes』という番組でテレビデビュー。舞台以外でも活躍の場を広げていき、1956年の『The Scarlet Hour』で映画デビューも果たした。その後は、テレビや映画でコンスタントにキャリアを重ね、女優としての確固たる地位を築き上げた。
1993年にゲストとして出演したテレビドラマシリーズ『ロー&オーダー』では、プライムタイム・エミー賞のゲスト出演者枠の賞を受賞。その後、ティナ・フェイ、アレック・ボールドウィンら主演のシットコム、『30 ROCK/サーティー・ロック』へも数エピソードにゲスト出演しており、同エミー賞を2004年と2007年それぞれに受賞した。映画では、ロン・ハワード監督の『コクーン2/遥かなる地球』やジョアン・チェン監督の『オータム・イン・ニューヨーク』などで知られ、2012年のストップモーションアニメ『パラノーマン ブライス・ホローの謎』では声優として出演もしている。

### 私生活
1973年に俳優のジョン・ベイと結婚。1983年にベイが死去するまで夫婦生活が続いた。

### 死去
2014年、糖尿病と胃癌の併発によりミシガン州バーミングハムにて死去。89歳だった。

## 出演作品

### 映画
- The Scarlet Hour (1956)
- 三人のあらくれ者 Three Violent People (1956)
- 武器よさらば A Farewell to Arms (1957)
- 休暇はパリで The Perfect Furlough (1958)
- Kiss Her Goodbye (1959)
- Who Killed Teddy Bear (1965)
- 泥棒がいっぱい Too Many Thieves (1967)
- The Sidelong Glances of a Pigeon Kicker (1970)
- らせん階段 The Spiral Staircase (1975)
- プロビデンス Providence (1977)
- セプテンバー September (1987)
- コクーン2/遥かなる地球 Cocoon: The Return (1988)
- キャデラック・マン Cadillac Man (1990)
- 都合のわるい女/ ジェラシー・ゲーム An Inconvenient Woman (1991)
- カリブは最高! Out to Sea (1997)
- ドクター・ジャガバンドー Krippendorf's Tribe (1998)
- Screwed (2000)
- おいしい生活 Small Time Crooks (2000)
- オータム・イン・ニューヨーク Autumn in New York (2000)
- ウエディング宣言 Monster-in-Law (2005)
- ロマンス&シガレッツ Romance & Cigarettes (2005)
- パラノーマン ブライス・ホローの謎 ParaNorman (2012)
- River of Fundament (2014)

### テレビドラマ
- The Growing Paynes (1948)
- Cavalcade of Stars (1951)
- マチネー・シアター Matinee Theatre (1955)
- The Edge of Night (1956)
- クライマックス! Climax! (1958)
- スタジオ・ワン Studio One (1958)
- 幌馬車隊 Wagon Train (1960)
- マイ・シスター・アイリーン My Sister Eileen (1960, 1961)
- ワン・ライフ・トゥ・リヴ One Life to Live (1968)
- ポリアンナ Pollyanna (1973)
- ダイヤルMを廻せ! Dial M for Murder (1974)
- Shades of Greene (1975)
- Two's Company (1975 - 1979)
- ロアルド・ダール劇場/予期せぬ出来事 Tales of the Unexpected (1979, 1980)
- Dr．トラッパー/ サンフランシスコ病院物語 Trapper John, M.D. (1983)
- アメリカン・プレイハウス American Playhouse (1990)
- コスビー・ショー The Cosby Show (1989, 1990)
- ロー&オーダー Law & Order (1992, 1997)
- サード・ロック・フロム・ザ・サン 3rd Rock from the Sun (1997, 2001)
- 30 ROCK/サーティー・ロック 30 Rock (2007 - 2012)

### テレビアニメ
- Randy Cunningham: 9th Grade Ninja (2014)